# Digitální vodoznak

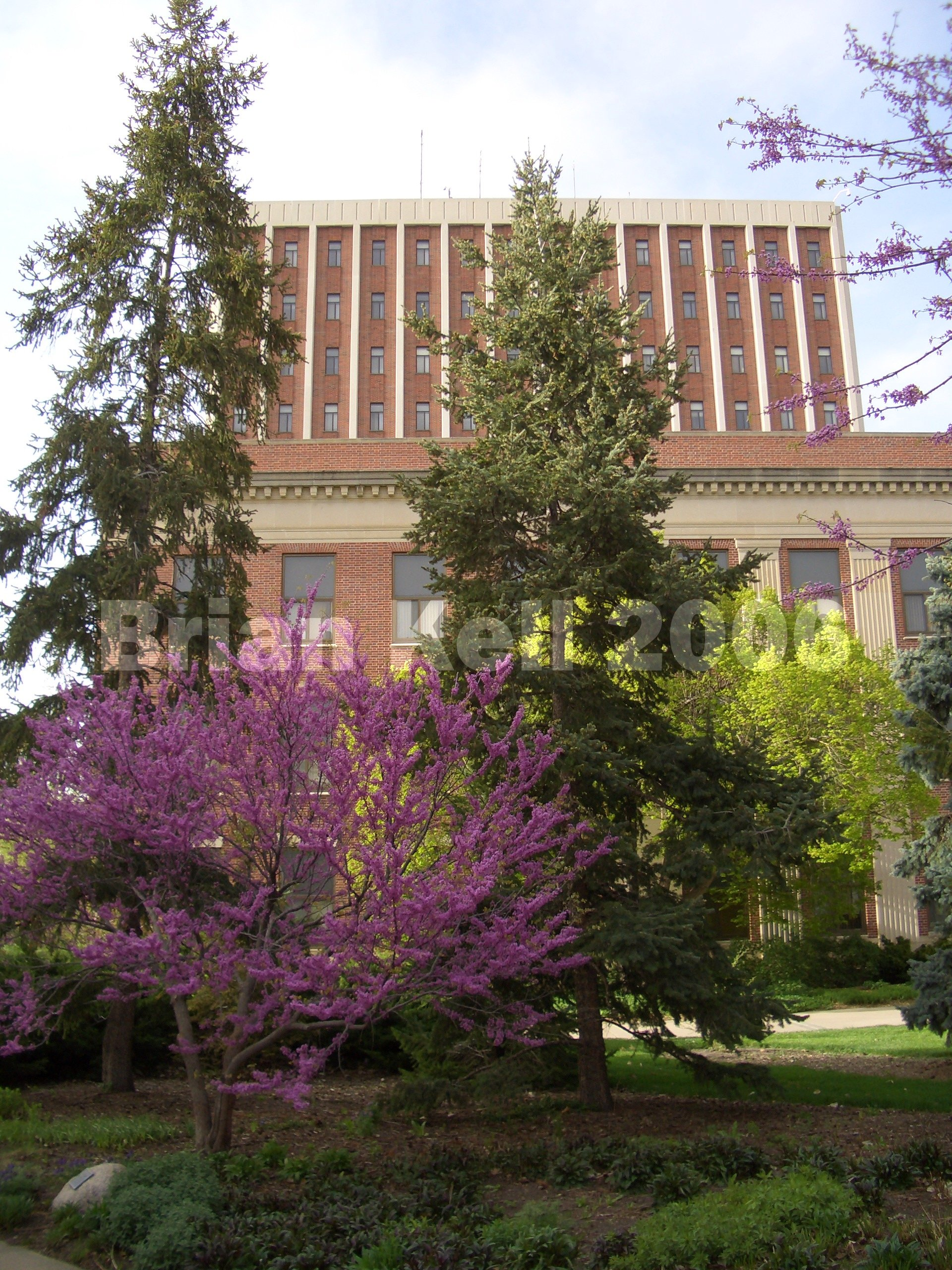
Fotografie s viditelným vodoznakem.

Digitální vodoznak (též digitální vodotisk) je v informatice technika, která do digitálního dokumentu (obrázek, zvuk, film apod.) vkládá dodatečnou informaci tak, že je obtížné ji najít či odstranit. Kopie nebo běžná úprava dokumentu typicky vodoznak neodstraní (oříznutí nebo změna velikosti obrázku, překódování zvuku apod.). Obtížnost odhalení utajovaného vodoznaku je dána tím, že není znám použitý algoritmus jeho zakódování a typicky ani zpráva, kterou vodoznak obsahuje. Problémem neutajovaného vodoznaku je, že jej lze obejít.  Dokument může nést několik vodoznaků najednou.

## Aplikace
Digitální vodoznak lze použít v různých aplikací. Například:
- ochrana autorských práv
  - pomocí vodoznaku lze prokázat autorství dokumentu
- sledování zdroje (různí příjemci dostanou obsah s různým vodoznakem)
  - analýzou uniklé kopie je možné zjistit, odkud byla zkopírována
- skrytá komunikace
  - obdoba kryptografie, resp. druh steganografie

## Fáze životního cyklu digitálního vodoznaku
Informace, které jsou začleněny do signálu, se nazývají digitální vodoznak, i když v některých významech termín digitální vodoznak znamená rozdíl mezi signálem s vodoznakem a krycím signálem. Signál, ve kterém je začleněný vodoznak, se nazývá hostitelský signál. Vodoznakový systém je obvykle rozdělen do tří fází: vkládání, útok a detekce. Při vkládání algoritmus přijímá hostitelský signál a data k vložení. Tím vytváří signál obsahující vodoznak.
Poté je signál s digitálním vodoznakem přenesen nebo uložen (obvykle přenesen na jinou osobu). Pokud tato osoba provede nějakou modifikaci, tak se tato akce nazývá útok. Zatímco modifikace nemusí být škodlivá, termín útok vyplývá z ochrany autorských práv, kde se třetí strany mohou pokusit odstranit digitální vodoznak použitím modifikace. Existuje mnoho různých modifikací např. ztrátová komprese dat (při které dochází například ke zmenšení rozlišení), oříznutí snímku či videa nebo záměrnému zvětšování šumu.
Detekce (často nazýváno extrakce) je algoritmus, který se aplikuje na signál, jenž prošel fází útoku. Z tohoto signálu se pak snaží získat vodoznak. Pokud nebyl signál modifikován během přenosu, pak se na něm stále vodoznak nachází a může být detekován. V robustních aplikacích, které využívají digitální vodoznaky, by měl algoritmus pro detekci správně rozpoznat vodoznak i přesto, že nastal velký počet modifikací. Ve slabém digitálním vodoznaku by mohl algoritmus pro detekci selhat, pokud by došlo k jakýmkoli změnám v signálu.

## Kategorizace digitálních vodoznaků
Podle viditelnosti digitálního vodoznaku se rozlišují dva základní typy:
Viditelný vodoznakViditelný vodoznak vloží do obrázku zjevnou značku tak, aby bylo obtížné ji odstranit (kvůli prolínání s původním obrazem). Důvodem je obvykle ochrana autorských práv. Vložení vodoznaku je celkem triviální operací.
Skrytý vodoznakSkrytý vodoznak (též autentizační bitový vzorek) je aplikací steganografie. Skrytý vodoznak pozorovatelé zrakem nevnímají, avšak stále lze softwarově zjistit jeho přítomnost.
Podle citlivosti na transformace dokumentu lze digitální vodoznaky dále kategorizovat na:
Robustní vodoznakRobustní vodoznak slouží pro ochranu autorských práv a zůstává rozpoznatelný i po běžných transformacích dokumentu (komprese, konverze, základní grafické úpravy).
Křehký vodoznakKřehký vodoznak může být naopak použit pro ochranu integrity digitálních děl a bude při jakýchkoli změnách obrazu snadno narušen.